# Lepadella abbei
Lepadella abbei is een raderdiertjessoort uit de familie Lepadellidae. De wetenschappelijke naam van deze soort is voor het eerst geldig gepubliceerd in 1956 door Wulfert.